# Brian Cook
Brian Joshua Cook (født 4. december 1980 i Lincoln, Illinois, USA) er en amerikansk tidligere professionel basketballspiller. Cook spillede for NBA-klubberne Los Angeles Lakers, Orlando Magic, Houston Rockets, Los Angeles Clippers og Washington Wizards. Han træk sig tilbage fra sporten i 2012.

## Klubber
- 2003-2007: Los Angeles Lakers
- 2007-2009: Orlando Magic
- 2009-2010: Houston Rockets
- 2010-2012 Los Angeles Clippers
- -2012 Washington Wizards